# Andrei Rybakou
Andrei Anatolevich Rybakou –en bielorruso, Андрэй Анатолевіч Рыбакоў– (Moguiliov, URSS, 4 de marzo de 1982) es un deportista bielorruso que compitió en halterofilia.
Participó en tres Juegos Olímpicos de Verano, entre los años 2004 y 2012, obteniendo en total dos medallas de plata (en Atenas 2004 y en Pekín 2008), ambas en la categoría de 85 kg. La medalla de Pekín 2008 la perdió posteriormente por dopaje.
Ganó dos medallas de oro en el Campeonato Mundial de Halterofilia, en los años 2006 y 2007, y una medalla de oro en el Campeonato Europeo de Halterofilia de 2006.

## Palmarés internacional
| Juegos Olímpicos   | Juegos Olímpicos                | Juegos Olímpicos | Juegos Olímpicos |
| Año                | Lugar                           | Medalla          | Categoría        |
| ------------------ | ------------------------------- | ---------------- | ---------------- |
| 2004               | Atenas (Grecia)                 | Medalla de plata | 85 kg            |
| 2008               | Pekín (China)                   | DSC              | 85 kg            |
| Campeonato Mundial |                                 |                  |                  |
| Año                | Lugar                           | Medalla          | Categoría        |
| 2006               | Santo Domingo (Rep. Dominicana) | Medalla de oro   | 85 kg            |
| 2007               | Chiang Mai (Tailandia)          | Medalla de oro   | 85 kg            |
| Campeonato Europeo |                                 |                  |                  |
| Año                | Lugar                           | Medalla          | Categoría        |
| 2006               | Władysławowo (Polonia)          | Medalla de oro   | 85 kg            |